# Vitré (Deux-Sèvres)
Vitré – miejscowość i gmina we Francji, w regionie Nowa Akwitania, w departamencie Deux-Sèvres.
Według danych na rok 1990 gminę zamieszkiwało 477 osób, a gęstość zaludnienia wynosiła 48 osób/km² (wśród 1467 gmin regionu Poitou-Charentes Vitré plasuje się na 567. miejscu pod względem liczby ludności, natomiast pod względem powierzchni na miejscu 833.).